# Xylopia plowmanii
Xylopia plowmanii là loài thực vật có hoa thuộc họ Na. Loài này được P.E.Berry & D.M.Johnson miêu tả khoa học đầu tiên năm 1993.